# Ievgueni Tomaixevski
Ievgueni Iúrevitx Tomaixevski (en rus: Евгений Юрьевич Томашевский), (Saràtov, 1 de juliol de 1987); és un jugador d'escacs rus, que té el títol de Gran Mestre des de 2005.
En part degut al seu joc posicional, i en part pel fet de dur ulleres i mostrar sempre una educació exquisida, en Tomaixevski, malgrat la seva poca edat, s'ha guanyat el renom de professor en el món dels escacs.
A la llista d'Elo de la FIDE del maig del 2021, hi tenia un Elo de 2706 punts, cosa que en feia el jugador número 9 (en actiu) de Rússia, i el 34è millor jugador al rànquing mundial. El seu màxim Elo va ser de 2758 punts, a la llista de setembre de 2015 (posició 13 al rànquing mundial).

## Resultats destacats en competició
El 2001 va guanyar el Campionat de rússia Sub-18 a Rybinsk amb 9/10 punts. El 2004 fou subcampió del món Sub-18 a Creta, Grècia (el campió fou Radosław Wojtaszek). L'any següent quedà cinquè a la mateixa competició a Belfort (el campió fou Ildar Khairullin). El 2007 fou segon a l'Aeroflot Open, rere Ievgueni Alekséiev.
El setembre de 2008, va formar part (amb Ievgueni Alekséiev, Piotr Svídler, Dmitri Iakovenko i Ernesto Inàrkiev) de l'equip rus que disputà el cinquè matx Rússia - Xina a Ningbo i hi puntuà 2.5/5 amb una performance de 2680. La Xina va guanyar el matx per un global de 26 a 24.
El 2009 va guanyar la 10a edició del Campionat d'Europa individual absolut; en el matx final de desempat, contra Vladímir Malakhov, s'arribà a la fase de l'armageddon, en què en Malakhov va perdre en descuidar-se una torre, en posició guanyadora.
Fou membre de l'equip rus que va guanyar la medalla d'or al Campionat del món per equips de 2009 a Bursa. El 2011, empatà als llocs 1r-3r amb Nikita Vitiúgov i Le Quang Liem a l'Aeroflot Open de Moscou.
Entre l'agost i el setembre de 2011 participà en la Copa del món de 2011, a Khanti-Mansisk, un torneig del cicle classificatori pel Campionat del món de 2013, i hi va tenir una raonable actuació; avançà fins a la tercera ronda, quan fou eliminat per Vugar Gaixímov (½-1½).
L'agost de 2013 participà en la Copa del Món de 2013, on va tenir una bona actuació, i arribà a les semifinals, on fou eliminat per Dmitri Andreikin 1½-2½.
L'agost de 2015, a Txità, fou campió de Rússia amb 7½ punts d'11, mig punt per davant del GM Serguei Kariakin.
L'agost de 2019 va guanyar el Campionat de Rússia per segon cop en la seva carrera.

### Participació en olimpíades d'escacs
Tomaixevski ha participat, representant Rússia, en dues Olimpíades d'escacs en els anys 2010 i 2012, amb un resultat de (+3 =9 –1), per un 57,7% de la puntuació. El seu millor resultat el va fer a l'Olimpíada del 2010 en puntuar 5 de 8 (+3 =4 -1), amb el 62,5% de la puntuació, amb una performance de 2619.